# Zanthoxylum mezoneurispinosum
Zanthoxylum mezoneurispinosum là một loài thực vật có hoa trong họ Cửu lý hương. Loài này được (Aké Assi) W.D.Hawth. mô tả khoa học đầu tiên năm 2006.